# Кузьмин, Дмитрий Владимирович
Дми́трий Влади́мирович Кузьми́н (род. 12 декабря 1968, Москва) — российский поэт, литературный критик, литературовед, издатель, переводчик, активный участник гей-движения.
Литературную и литературно-организационную деятельность начал в 1988 году, проводя поиск молодых дарований и организуя литературные чтения. С развитием Интернета перевёл в сеть деятельность созданного им Союза молодых литераторов «Вавилон». С 1993 года — главный редактор издательства «АРГО-РИСК». С 2006 года — главный редактор журнала «Воздух».
Лауреат Премии Андрея Белого 2002 года в номинации «Особые заслуги перед русской литературой» «за подвижничество в деле построения литературного Вавилона и творческое приумножение традиций неофициальной словесности».
В 2014 году эмигрировал в Латвию, заявив о своём резком неприятии политического курса России.

## Биография
Дмитрий Кузьмин родился 12 декабря 1968 года в Москве. Сын архитектора Владимира Легошина и литературного критика, редактора Эдварды Кузьминой; внук литературоведа Бориса Кузьмина и переводчицы Норы Галь.
В 1985—1987 годах учился на филологическом факультете МГУ, был отчислен. Окончил филологический факультет Московского педагогического государственного университета (1993).
Кандидат филологических наук (2005); тема диссертации — «История русского моностиха», научный руководитель Ю. Б. Орлицкий, официальные оппоненты Г. П. Козубовская и А. Н. Андреева. В 2014 году — приглашённый профессор Принстонского университета.

## Литературное творчество

### Стихи
Отдельные стихотворения Кузьмина публиковались в журналах «Арион», «Крещатик», различных альманахах и сборниках. С 1994 года его стихи появлялись в зарубежных периодических изданиях и антологиях в переводе на английский, французский и другие языки.
В 2008 году была издана книга Дмитрия Кузьмина «Хорошо быть живым» (М.: Новое литературное обозрение, 2008. — 346 с.), в которую наряду со стихами вошли стихотворные переводы; эта книга в следующем году была отмечена малой премией «Московский счёт».
В 2018 г. избранные стихотворения Кузьмина вышли в переводе на украинский язык в тернопольском издательстве «Крок» под названием «Одеяла не предусмотрены» (укр. Ковдри не передбачені); «это прекрасный автор очень высокого уровня, для моей дочери это пример хорошего русского», — заявил в связи с этим главный редактор издательства Юрий Завадский.
Вторая книга стихов «Искусство обнимать любимых во сне» была издана в 2020 году; рецензируя её, А. Масалов подчёркивал влияние Кузьмина на «развитие новых форм политической субъективности» у поэтов следующих поколений. В 2023 году вышла книга стихов в польском переводе «Ctrl+z, ctrl+y».
Поэт Фаина Гримберг считает, что поэзия Кузьмина — это «лирические зарисовки, летучие рисунки пером, пронизанные теплотой сугубо лирической и продолжающие и развивающие, в сущности, известную в русской поэзии традицию лирических циклов („Панаевский“ и „Денисьевский“, циклы Подолинского, Блока, М. Кузмина и т. д.), — развивающие, естественно, на новом этапе и по-новому».
По мнению филолога Ирины Скоропановой, поэтическое творчество Кузьмина развивает открытия Евгения Харитонова в области гей-поэзии, значительно гармонизируя выработанное Харитоновым мировосприятие: «он чуток и к переполняющей мир красоте». Сам Кузьмин, однако, утверждает: «то, что, как правило, любовные и эротические переживания, схваченные моими стихами, связывают или разъединяют не юношу и девушку, а двух юношей, в моём конкретном случае не очень важно, не в этом дело». Японский филолог и переводчик Вакана Коно, впрочем, выделяет как наиболее интересные те стихи Кузьмина, которые связаны с наблюдением за незнакомыми людьми, выражают сопереживание этим людям.
Разнообразные соображения о поэтике Кузьмина содержатся в сборнике статей «Свободный стих Дмитрия Кузьмина», выпущенном в 2018 г. к его 50-летию: в частности, поэт и философ Виталий Лехциер интерпретирует манеру Кузьмина как наследующую Владиславу Ходасевичу, а американский филолог Стефани Сандлер отмечает его родство с Ольгой Седаковой. В то же время американский исследователь Роман Уткин считает стихи Кузьмина характерным примером новейшей русской квир-поэзии.

### Переводы
В переводах Кузьмина опубликованы книга избранных стихотворений Юрия Тарнавского (2024), полное собрание стихотворений Томаса Эрнеста Хьюма (также 2024), том стихотворений Луизы Глик (2024, совместно с А. Сен-Сеньковым и И. Соколовым), отдельные стихотворения американских (Э. Э. Каммингс, Уистен Х. Оден, Чарлз Резникофф, Чарльз Симик и др.), украинских (Сергей Жадан, Олег Коцарев, Богдан-Олег Горобчук и др.), французских (Франк Андре Жамм, Эммануэль Мозес, Рено Эго и др.), немецких (Лиза Майер, Дирк фон Петерсдорф, Ульрика Дрэзнер и др.), латышских (Инга Гайле, Катрина Рудзите, Дайна Сирма и др.), португальских (Нуну Жудисе) поэтов. Одним из первых плодов постсоветского русско-белорусского поэтического диалога стал составленный и переведённый Кузьминым сборник «Современный белорусский верлибр» (1996), в дальнейшем среди переведённых им белорусских поэтов были, в частности, Андрей Хаданович и Вальжина Морт.
В 2019 году выступил одним из составителей и переводчиков антологии «Поэзия Латинской Америки сегодня»; сам Кузьмин оценил эту работу как сложную, но интересную, а Лев Оборин особо отметил одно из его переводческих решений как «очаровательное и незабываемое».
Обращался также к переводу современных англоязычных хайку. «Уже сейчас из сделанных Дмитрием Кузьминым переводов можно составлять антологию современной поэзии — это огромная работа, которую я не назову рыцарственной лишь из-за явного анахронизма этого определения, а не по сути», — отмечает Андрей Тавров.
В прозе Кузьминым переведены повесть Антуана де Сент-Экзюпери «Южный почтовый» (и несколько малых сочинений того же автора), а также ряд американских прозаических миниатюр (в том числе Лидии Дэвис).

### Критика
Опубликовал ряд статей и рецензий о современной поэзии в газетах «Книжное обозрение», «Литературная газета», «Независимая газета», «Гуманитарный фонд», журналах «Знамя», «Дружба народов», «Литературное обозрение», «Новое литературное обозрение», «Детская литература» и др., на сайтах «Русский журнал» и «Сетевая Словесность», а также в Италии и США.
В 2019 году стал первым лауреатом премии «Поэзия» в номинации «Критика» за статью о поэте Кате Капович — по мнению Владимира Новикова, из всех претендентов на премию это была «самая конкретная статья, далёкая как от водянистой эссеистики, так и от нудноватого литературоведения».

### Филология
Опубликовал статьи о литературной судьбе произведений Антуана де Сент-Экзюпери в России; о публикациях неизданных и малоизвестных стихов поэтов «серебряного века» (Сергея Боброва, Марии Шкапской, Елены Гуро, Варвары Мониной, Сергея Шаршуна); теоретические и историко-литературные исследования по моностиху, в частности составил не опубликованную пока «Антологию русского моностиха» (предварительные публикации состоялись в журналах «Арион» и «Новое литературное обозрение»; премия журнала «Арион» за лучшую публикацию 1996 года), в 2016 году в издательстве «Новое литературное обозрение» вышла его монография «Русский моностих. Очерк истории и теории» (ISBN 978-5-4448-0589-3); составил сборник «НОРА ГАЛЬ: Воспоминания. Статьи. Стихи. Письма. Библиография» (1997).

## Литературно-организационная работа

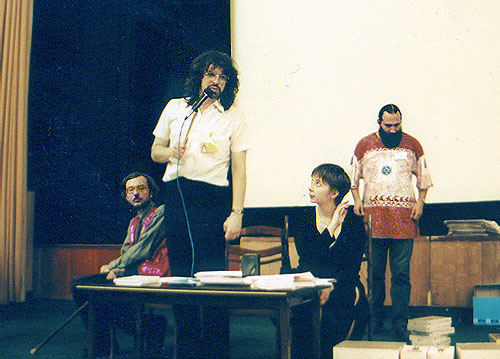
Вадим Гущин, Дмитрий Кузьмин, Настик Грызунова и Баян Ширянов на церемонии награждения лауреатов сетевого литературного конкурса «Тенёта-Ринет» в 1999 году

Уже в возрасте 17 лет, осенью 1985 года, Дмитрий Кузьмин с товарищами пытался создать литературную группу. Более активно он стал заниматься литературно-организационной работой с 1988 года, когда начал собирать вокруг себя начинающих литераторов, своих сверстников. При участии Кузьмина были организованы два всероссийских фестиваля молодёжной поэзии (в 1991 и 1994 годах). В 1992 году он основал Союз молодых литераторов «Вавилон». Союз начал издавать одноимённый ежегодный альманах и книжную серию «Библиотека молодой литературы».
В середине 1990-х годов наметился спад в притоке в «Вавилон» новых авторов, и Кузьмин обратился к возможностям Интернета для выявления новых авторов и заинтересованной аудитории. Кузьмин предложил сотрудничество владельцу «Литературного кафе» Артемию Лебедеву. Лебедев согласился предоставить обеспечение для сайта. Сайт «Вавилон» открылся 30 сентября 1997 года. На «Вавилоне» представлены авторскими страницами 185 поэтов, прозаиков, критиков разных возрастов и художественных направлений. По утверждению Кузьмина, представленные на сайте авторы объединены единым пониманием искусства как стремления привнести новый смысл, новое зрение, новую форму, — в противоположность другим авторам, которых Кузьмин определяет как представителей массовой культуры, основанной прежде всего на воспроизведении схемы и канона.
В 1996 году Кузьмин основал литературный клуб «Авторник». В том же году он стал инициатором создания Круглого стола литературных клубов и салонов Москвы. Дмитрий Кузьмин был организатором и секретарем жюри Тургеневского фестиваля малой прозы (Москва, 13—15 ноября 1998 года), секретарем жюри Всероссийского конкурса хайку (1998—1999). В 1998 и 1999 годах также был членом оргкомитета и координатором профессионального жюри Сетевого литературного конкурса «Тенёта», в 1999—2002 годах — координатором жюри Сетевого литературного конкурса «Улов». Кузьмин координировал литературную программу Фестиваля «Культурные герои XXI века» (октябрь — декабрь 1999 года). С 1999 года принимал участие в организации международного фестиваля «Биеннале поэтов в Москве». В 1998—2000 годах Кузьмин был членом Общественного совета Малой Букеровской премии. В 2005—2010 годах член комитета (жюри) премии Андрея Белого. В сезоне 2014—2015 гг. председатель жюри премии «НОС».

## Редакционно-издательская деятельность
Кузьмин — главный редактор издательства «АРГО-РИСК», выпускающего начиная с 1993 года ежегодно от 5 до 15 малотиражных — от 100 до 1000 экземпляров — брошюр и тонких книг со стихами таких авторов, как Генрих Сапгир, Виктор Кривулин, Дмитрий Пригов, Нина Искренко, Михаил Айзенберг, Алексей Цветков, Бахыт Кенжеев, Станислав Львовский, Мария Степанова, Андрей Сен-Сеньков, а также молодых поэтов. Книги издательства объединялись в серии «Библиотека молодой литературы», «Тридцатилетние», «Поколение», «Библиотека журнала „Воздух“».
Редактор:
- «Вестника молодой литературы „Вавилон“» (16 выпусков в 1989—1991 годах в самиздате, 10 выпусков в 1992—2003 годов в полиграфическом исполнении);
- альманаха гей-литературы[31] «РИСК» (4 выпуска в 1996—2002 годах);
- альманаха русских хайку «Тритон» (4 выпуска в 2000—2004 годах);
- «ГФ — Новой литературной газеты» (9 выпусков в 1994 году; материалы 4-х последующих выпусков, не изданные по причине банкротства издателя, составили сборник «Из архива „Новой литературной газеты“»);
- бюллетеня «Литературная жизнь Москвы» (66 выпусков с января 1997 года по январь 2003 года);
- журнала «Воздух» (с 2006 года).

Составитель антологий:
- «Очень короткие тексты» (современная российская малая проза — М.: Новое литературное обозрение, 2000);
- «Нестоличная литература: Поэзия и проза регионов России» (М.: Новое литературное обозрение, 2001); эта книга получила диплом «Книга года» 15-й Московской международной книжной выставки-ярмарки, но была жёстко раскритикована известным литературным критиком Андреем Немзером, отметившим, что Кузьмин «воздвиг огромный памятник себе»[32];
- «Освобождённый Улисс: современная русская поэзия за пределами России» (М.: Новое литературное обозрение, 2004);
- «Полярная антология: современные русские писатели об Арктике и Антарктике» (М.: Паульсен, 2010);
- «Современная русская поэзия» (словен. Sodobna ruska poezija; Ljubljana: Center za slovensko književnost, 2010; в переводах на словенский язык).

Кузьмин участвовал также в работе над российскими антологиями «Самиздат века» (1997) и «Девять измерений: новейшая русская поэзия» (2004), зарубежными антологиями «Новая русская поэзия» (итал. La nuova poesia russa; 2003), «Америка: США глазами русских писателей» (англ. Amerika: Russian Writers View the United States; 2004), «Современные русские поэтессы» (англ. Contemporary Russian Women Poets; 2005), «Стальной чулан: Запретная любовь в современной России» (исп. El armario de acero: Amores clandestinos en la Rusia actual; 2014).
В 2000-е годы Кузьмин участвовал в Википедии под собственным именем. Сам Кузьмин описывает это следующим образом: «В Википедии я примерно год с открытым забралом под собственным именем писал статьи, пока несколько анонимных ублюдков (недовольных в том числе и моим участием в облагораживании статей гей-тематики) меня оттуда путём многоходовой провокации не выдавили; с тех пор интерес к моей скромной персоне в Википедии несколько болезненный».

## Литературные премии
- Лауреат VI фестиваля свободного стиха (Москва, 1995).
- Лауреат премии журнала «Арион» (1998).

При вручении ему Премии Андрея Белого 2002 года Дмитрий Кузьмин сделал несколько программных заявлений.
«Не буду скрывать, что эта награда вполне отвечает моей самооценке», — сказал он. Свою заслугу Кузьмин видит в том, что он пытался «продолжать ту самую традицию великой русской неподцензурной литературы второй половины XX века, ключевые фигуры которой стояли у истоков Премии Андрея Белого» (то есть традицию самиздата).
Он также высказался в духе того, что именно возглавляемое им литературное движение, и никакое другое, является истинным и прогрессивным, борющимся с «реваншизмом»:
Сегодня в литературном пространстве отчетливо запахло реваншем: страницы «толстых журналов» чем дальше, тем больше окрашиваются в серый цвет, в моду входит подмена эстетической ценности идеологическими спекуляциями, совершеннейший вздор превращается в литературное будто бы явление за счет грязных пиаровских технологий. Уже и Проханов — писатель, уже и Сергей Шаргунов с Ириной Денежкиной — подающие надежды дарования, уже и Глеб Шульпяков — будущее русской поэзии. Литературе подлинной, прокладывающей пути в неизведанное, трудно соревноваться за читательское внимание и внимание критики (лишенной у нас, по большей части, мало-мальской вменяемости) с грамотным эпигонством и топорной, не снисходящей до какой-либо рефлексии правдой-маткой преемников советской литературы.

## Участие в гей-движении
Принимает активное участие в общественных дискуссиях, связанных с проблематикой гомосексуальности и прав гомосексуалов. В дискуссиях занимает позицию, согласно которой гомосексуальность не должна восприниматься как болезнь или порок, но является индивидуальной особенностью человека (как биологического и социального существа) и, как таковая, заслуживает терпимого отношения со стороны общества: «Приучать сограждан к мысли о том, что мужчина, который любит мужчину, или женщина, которая любит женщину, — это совершенно нормально, — это мой гражданский долг». Кузьмин считает гомосексуальность продуктивной темой для художественного творчества, признаёт и одобряет существование гей-культуры.
Говоря о собственной сексуальной ориентации, Кузьмин отмечает: «Как человек свободный я свободен в том числе и от так называемой „сексуальной ориентации“. Я полагаю, что никакой „сексуальной ориентации“ нет: это просто удобный для многих (по обе стороны баррикад) ярлык ‹…›. Но это ни с какой стороны не вопрос физиологии: из лучших романов моей жизни по меньшей мере три протекали с транссексуалами-FtM, обладателями более или менее женского тела, но в остальном — носителями такой завораживающей юношеской маскулинности, какая большинству членовладельцев и не снилась. В каком смысле я, после всего этого, открытый гей? В том, что вот уже 20 лет живу вместе с мужчиной? Да нет, скорее в том, что готов устно и печатно рассказывать об однополой любви как о нравственной и культурной норме».
11 сентября 2009 года во Львове на презентации сборника ЛГБТ-литературы Кузьмин избил (разбив стакан об голову) и выпроводил участника группы украинских националистов из Всеукраинской организации «Тризуб» имени Степана Бандеры, которые «с целью остановить сатанинский шабаш» ворвались в театр, где проходила презентация, выломав двери. Кузьмин заявил: «Моя личная вера состоит в том, что людей, организующих подобные нападения, надо избивать до полусмерти…» и отметил, что «пока мы не будем способны на самозащиту, на защиту тех ценностей, ради которых мы здесь собрались, грош цена всей этой высокой культуре…».

## Общественная позиция
В декабре 2013 года выступил инициатором коллективного обращения писателей России в поддержку Евромайдана. В дальнейшем продолжил высказывать резкое осуждение российского вмешательства в украинские дела и всего российского политического курса. Выступал также с резко негативной оценкой руководства Русской православной церкви. В феврале 2022 года выступил инициатором и автором открытого письма, охарактеризовавшего российское вторжение на Украину как «моральную катастрофу России, поставившую её на одну доску с фашистской Германией»; в марте вместе с Евгением Никитиным организовал два обращения русских литераторов в поддержку украинского народа и его борьбы с захватчиками.

## Общественная оценка деятельности Кузьмина

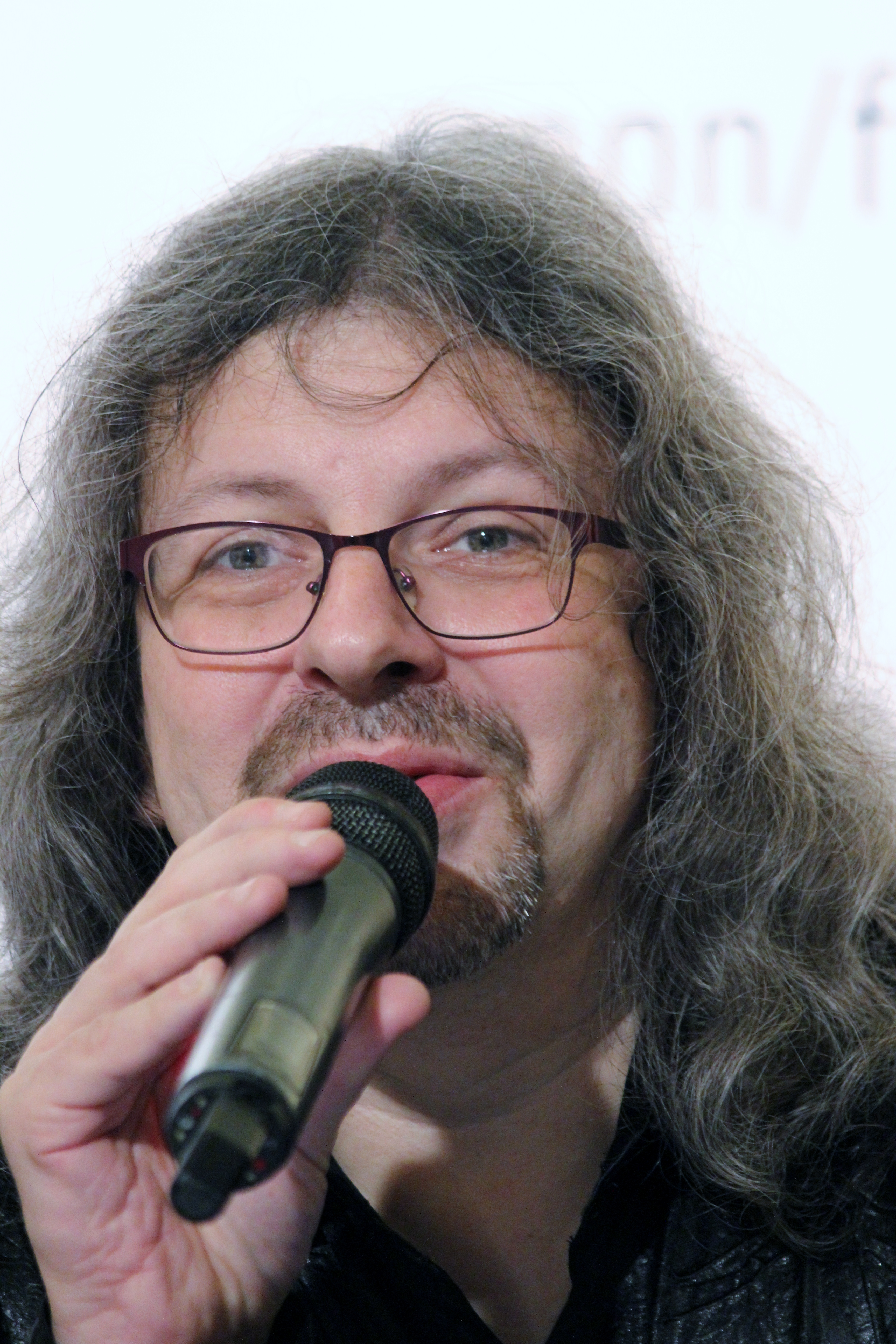
Дмитрий Кузьмин во время презентации антологии «Поэзия Латинской Америки сегодня» на XI Московском международном фестивале «Биеннале поэтов» и объявления имен лауреатов премии Андрея Белого (2019)

Литературная и общественная деятельность Кузьмина вызывает противоречивую реакцию в литературном сообществе.
С резкой критикой Кузьмина неоднократно выступал Дмитрий Быков, резюмировавший эту тему в своей публицистике замечанием:

Время нынче рыхлое, ватное, а потому человеку даже с минимальными волевыми качествами и пробивной силой (Владимир Путин, Сергей Иванов, Дмитрий Кузьмин etc.) не составляет особенного труда сделать вполне приличную карьеру.

Схожие обвинения выдвинул Михаил Котомин, заявив (по поводу составленного Кузьминым альманаха «Улов»), что Кузьмин, опираясь на своих единомышленников-графоманов, пытается монополизировать современную литературную деятельность в России («В целом всё жуткая самодеятельность», — заключил Котомин). Как тенденциозные и некорректные оценил аргументы Котомина в ответной статье критик Андрей Урицкий. Со своим ответом выступил и Кузьмин, утверждая: «На самом деле в статье Котомина говорится: тексты, публикуемые Кузьминым, плохи потому, что <…> не желают апеллировать к более широкому потребителю, не желают быть рыночными».
В журнале «Знамя» фигура Кузьмина в 2001—2002 годах вызвала полемическое столкновение Марины Кулаковой и Фаины Гримберг: Кулакова в специальной статье под рубрикой «Персона» заявила, что время Кузьмина — «маленькая эпоха постсоветского интеллектуального самиздата и таких же литературных иллюзий» — бесповоротно уходит, своё ответное письмо в редакцию с характеристикой Кузьмина Гримберг подытожила словами:

Таких людей мало, но именно благодаря их неустанной деятельности проявляются всё новые и новые лица многоликой русской литературы.

Представители администрации сайта «Журнальный зал» выразили своё отношение к деятельности Кузьмина голосованием, по итогам которого журнал Кузьмина «Воздух» не был допущен на сайт. С протестом против этого решения выступили Борис Дубин, Михаил Айзенберг, Мария Степанова, Алексей Цветков и другие литераторы.